# Memoriale del Titanic (Washington)
Il memoriale del Titanic, anche conosciuto come Women's Titanic Memorial, è una statua di granito di dieci metri d'altezza, che si trova nella zona sud-ovest di Washington, la capitale statunitense. L'opera è stata eretta in onore agli uomini che sacrificarono le loro vite per salvare le donne e i bambini durante il disastroso naufragio del Titanic, avvenuto nella notte tra il 14 ed il 15 aprile 1912.

## Caratteristiche
La statua, raffigurante un uomo con le braccia aperte, è stata disegnata da Gertrude Vanderbilt Whitney e scolpita da John Horrigan a partire da un singolo blocco di granito rosso, estratto da Westerly. Il memoriale è stato svelato il 26 marzo 1931, da Helen Taft, moglie del Presidente William Howard Taft.
Originalmente posizionato dove adesso sorge il Kennedy Center, il memoriale fu rimosso e riposizionato nel 1968, senza alcuna cerimonia.
Una copia della testa della statua, scolpita nel marmo, fu comprata ed esposta a Parigi nel 1921 dal governo francese, per poi essere trasferita nel Museo del Lussemburgo.

## Influenze culturali
- In una famosa scena del film del 1997 Titanic, diretto da James Cameron, gli attori Kate Winslet e Leonardo DiCaprio, che interpretano i personaggi degli innamorati Rose e Jack, prima di baciarsi appassionatamente, assumono una posa simile a quella della statua sulla prua del transatlantico, in una evidente citazione della scultura.

## Iscrizioni
Fronte:
Retro: